# ووسکانلکیچی
ووسکانلکیچی (به لاتین: Vuksanlekići) یک منطقهٔ مسکونی در مونته‌نگرو است که در شهرداری توزی واقع شده‌است. ووسکانلکیچی ۲۶۷ نفر جمعیت دارد.